# Biografielijst Gn

## Gna
- Rudolf Gnägi (1917-1985), Zwitsers politicus
- Gnaius Flavius, Romeins jurist en secretaris

## Gne
- Boris Gnedenko (1912-1995), Russisch wiskundige
- Michail Gnesin (1883-1957), Russisch componist